# K-2
K-2 è stata un'emittente e syndication televisiva italiana a diffusione nazionale ed estera (nella Repubblica di San Marino) che trasmetteva cartoni animati e telefilm per i ragazzi del gruppo Jetix.

## Storia
L'emittente ha le sue origini in Fox Kids, che tra il 2001 e il 2004 ritrasmetteva a fini promozionali parte della programmazione su un circuito di emittenti locali. In vista della trasformazione di Fox Kids in Jetix, il circuito iniziò a essere gestito come un'entità a sé stante e assunse il nome di K-2 a partire dal 28 dicembre 2002. I programmi di K-2 andavano in onda tutti i giorni all'incirca tra le 16:00 e le 19:30 e alla mattina dalle 6:45 alle 8:30 e provenivano dalla stessa library di Fox Kids e Jetix.
Da febbraio 2009 K-2 iniziò a trasmettere in esclusiva in chiaro le nuove stagioni dei Pokémon. Dal 30 maggio 2009, in vista dell'ingresso sul digitale terrestre, le trasmissioni vengono estese all'intera giornata, nonostante siano visibili soltanto via satellite negli orari in cui il circuito terrestre non è collegato. A giugno il canale passa all'editore Switchover Media e viene inserito nel mux TIMB 2 cominciando le trasmissioni con un nuovo logo di colore giallo-blu, cambiando la denominazione in K2 e diventando un canale vero e proprio.
Il canale era visibile in chiaro sul satellite Hotbird a 13 gradi est, ed era anche presente anche sul canale 810 dello Sky Box.

## Programmi
- X-DuckX[8]
- Jim Bottone[9]
- Walter eroe a tempo perso[10]
- Sabrina[11]
- Scodinzola la vita e abbaia l'avventura con Oliver[12]
- Sophie e Vivianne - Due sorelle e un'avventura[13]
- Michel Vaillant[14]
- 80 sogni per viaggiare[15]
- Andy il re degli scherzi[16]
- Sonic X[17][18]
- Roboroach[19]
- Piccoli brividi [20]
- Un lupo mannaro americano a scuola[21]
- Power Rangers Zeo[4][22]
- Power Rangers Turbo[4][23]
- Power Rangers in Space[4][24]
- Power Rangers Lost Galaxy[4][25]
- Power Rangers Lightspeed Rescue[4][26]
- Power Rangers Wild Force[4][27]
- Power Rangers: Ninja Storm[4][28]
- Transformers: Armada[29]
- Funky Cops[30]
- Super Robot Monkey Team Hyperforce Go![31]
- Dragon Booster[32]
- Flint a spasso nel tempo[33]
- Pokémon Battle Dimension[34]
- Due fantagenitori[17][35]
- Tartarughe Ninja - L'avventura continua[36]
- VR Troopers[37]
- Mr. Bean[38]
- L'Uomo Ragno e i suoi fantastici amici[39]
- Insuperabili X-Men[40]
- Black Hole High[41]

## Emittenti locali
Il contenitore veniva trasmesso sui seguenti canali:
- Quartarete TV (Piemonte)
- Torino+ (Piemonte)
- 7 Gold Telecity (Piemonte, Lombardia e Liguria)
- Milano+ (Lombardia)
- Telereporter (Lombardia)
- Espansione Tv (Lombardia)
- Antennatre (Lombardia)
- Telenord (Liguria)
- Telenuovo - Retenord (Veneto)
- Telequattro (Friuli - Venezia Giulia)
- NuovaRete (Emilia-Romagna)
- Canale 10 Firenze (Toscana)
- Rete 37 (Toscana)
- Tv Centro Marche (Marche)
- Umbria TV (Umbria)
- Super 3 (Lazio)
- Canale 9 (Campania)
- Telenorba 7 (17.30-19.00) (Puglia e Basilicata)
- Telepuglia 9 (20.45, differita fascia 17.00-17.30) (Puglia e Basilicata)
- Telereporter Sud (Calabria)
- Antenna Sicilia (Sicilia)
- TCS (Fascia mattutina) (Sardegna)
- Videolina (17:30-19:00) (Sardegna)

### Estere
- San Marino RTV (San Marino)